# Université d'éducation de Jōetsu
L'université d'éducation de Jōetsu (上越教育大学, Jōetsu Kyōiku Daigaku, couramment abrégée en Jōkyōdai, 上教大) est une université nationale japonaise, située à Jōetsu dans la préfecture de Niigata.

## Composantes
L'université est structurée en faculté de 1er cycle (学部, gakubu), qui a la charge des étudiants de 1er cycle universitaire, et en facultés de cycles supérieurs (研究科, kenkyūka), qui ont la charge des étudiants de 2e et 3e cycle universitaire.

### Facultés de1ercycle
L'université compte 1 faculté de 1er cycle (学部, gakubu).
- Faculté d'éducation

### Facultés de cycles supérieur
L'université compte 2 facultés de cycles supérieurs (研究科, kenkyūka).
- Faculté d'éducation
- Faculté d'éducation en commun avec l'Université d'éducation de Hyōgo